# Fernando Rubén González
Fernando Rubén González Pineda (* 27. Januar 1994 in Mexiko-Stadt), auch bekannt unter dem Spitznamen Oso (deutsch Bär), ist ein mexikanischer Fußballspieler, der vorwiegend im Mittelfeld agiert.

## Leben
Obwohl in der Hauptstadt geboren, in der unter anderem die großen Vereine América, Cruz Azul und UNAM Pumas beheimatet sind, begann González seine fußballerische Ausbildung im Nachwuchsbereich des CF Pachuca und wechselte dann zum Club Deportivo Guadalajara, bei dem er auch seinen ersten Profivertrag erhielt. In der Saison 2013/14 kam González zu insgesamt 7 Einsätzen in der höchsten Spielklasse – darunter auch einem Einsatz im Súper Clásico del Fútbol Mexicano –, konnte sich aber in der ersten Mannschaft nicht durchsetzen und wurde zunächst an das Farmteam Coras de Tepic und anschließend an Atlético Zacatepec ausgeliehen.
Anschließend wurde González an den Club Necaxa verkauft, mit dem er gleich in seiner ersten Halbsaison, der Clausura 2018, die Copa México gewann. Danach spielte er beim Club América und beim Club León sowie erneut beim Club Necaxa, ehe er zur Saison 2022/23 zum Club Deportivo Guadalajara zurückkehrte.